# ناحیه گرین، میشیگان
ناحیه گرین (به انگلیسی: Green Township) یک منطقهٔ مسکونی در ایالات متحده آمریکا است که در شهرستان آلپنا، میشیگان واقع شده‌است.
 ناحیه گرین  ۱٬۲۲۸ نفر جمعیت دارد و ۲۲۲ متر بالاتر از سطح دریا واقع شده‌است.